# Familiengeschichtliche Blätter
Familiengeschichtliche Blätter. Monatsschrift für die gesamte deutsche Genealogie war eine genealogische Monatszeitschrift, die zwischen 1903 und 2006 erschien.

## Ausgaben
Von 1903 bis 1944 erschienen 42 Jahrgänge mit monatlichen Ausgaben, herausgegeben von der Zentralstelle für Deutsche Familien- und Personenforschung. Von 1935 bis 1939 wurden der Titel und die Zählung der Zeitschrift Der deutsche Herold übernommen.
Zwischen 1962 und 2006 wurden 5 Neue Folgen (N. F.) herausgegeben, deren einzelne Teile jeweils über mehrere Jahre verteilt erschienen. Danach wurde diese Publikation eingestellt.
Ein Nachdruck der Ausgaben von 1903 bis 1942 wurde von der Staats- und Universitätsbibliothek Hamburg hergestellt. Eine Online-Fassung erstellte die Deutsche Nationalbibliothek, die aber nur eingeschränkt zugänglich ist.
Weitere, frei zugängliche Digitalisate gibt es bisher nicht.